# HMS Limbourne (L57)
Le HMS Limbourne (pennant number L57) est un destroyer d'escorte de classe Hunt de type III construit pour la Royal Navy pendant la Seconde Guerre mondiale

## Construction
Le Limbourne est commandé le 28 juillet 1940 dans le cadre du programme d'urgence de la guerre de 1940 pour le chantier naval de Alexander Stephen and Sons de Glasgow en Ecosse sous le numéro J1490. La pose de la quille est effectuée le 8 avril 1941, le Limbourne est lancé le 12 mai 1942 et mis en service le 23 octobre 1942.
Il est parrainé par la communauté civile de Dagenham dans le Comté d'Essex pendant la campagne nationale du Warship Week (semaine des navires de guerre) en mars 1942.
Les navires de classe Hunt sont censés répondre au besoin de la Royal Navy d'avoir un grand nombre de petits navires de type destroyer capables à la fois d'escorter des convois et d'opérer avec la flotte. Les Hunt de type III se distinguent des navires précédents type I et II par l'ajout de 2 tubes lance-torpilles au milieu du navire. Pour compenser le poids des tubes lance-torpilles, seuls 2 supports de canons jumeaux de 4 pouces ont été installés, le canon en position "Y" a été retiré, le projecteur étant déplacé vers le pont arrière de l'abri en conséquence. Les Hunt de type III pouvaient être facilement identifiés car ils avaient une cheminée droite avec un sommet incliné et le mât n'avait pas de râteau. Quatorze d'entre eux ont vu leurs ailerons stabilisateurs retirés (ou non installés en premier lieu) et l'espace utilisé pour le mazout supplémentaire.
Le Hunt type III (comme le type II) mesure 80,54 m de longueur entre perpendiculaires et 85,34 m de longueur hors-tout. Le Maître-bau du navire mesure 9,60 m et le tirant d'eau est de 3,51 m. Le déplacement est de 1 070 t standard et de (1 510 t) à pleine charge.
Deux chaudières Admiralty produisant de la vapeur à 2 100 kPa (21 bar) et à 327 °C alimentent des turbines à vapeur à engrenages simples Parsons qui entraînent deux arbres d'hélices, générant 19 000 chevaux (14 000 kW) à 380 tr/min. Cela donne une vitesse de 27 nœuds (50 km/h) au navire. 281 t de carburant sont transportés, ce qui donne un rayon d'action nominale de 2 560 milles marins (4 740 km) (bien qu'en service, son rayon d'action tombe à 1 550 milles marins (2 870 km)).
L'armement principal du navire est de quatre canons de 4 pouces QF Mk XVI (102 mm) à double usage (anti-navire et anti-aérien) sur trois supports doubles, avec un support avant et deux arrière. Un armement antiaérien rapproché supplémentaire est fourni par une monture avec des canons quadruple de 2 livres "pom-pom" MK.VII et trois  canons Oerlikon de 20 mm Mk. III montés dans les ailes du pont,. Jusqu'à 110 charges de profondeur pouvaient être transportées , avec deux goulottes de charge en profondeur et  quatre lanceurs de charge en profondeur constituent l'armement anti-sous-marin du navire. Le radar de type 291 et de type 285 sont installés, de même qu'une sonar de type 128,. Le navire avait un effectif de 168 officiers et hommes,.

## Histoire

### Seconde guerre mondiale

#### 1942
Après des essais d'acceptation et sa mise en service, le Limbourne se rend à Scapa Flow le 11 novembre 1942, où il rejoint la Home Fleet, pour continuer à être entièrement équipé. Pendant cette période, il escorte le Duke of York (17) à Gibraltar, puis escorte le Duke of York et le porte-avions Victorious (R38) de la Méditerranée vers la Grande-Bretagne après avoir soutenu l'opération Torch, l'invasion alliée de l'Afrique du Nord. Le 12 décembre, il est transféré à Plymouth et rejoint la 15e Flottille de destroyers. Le navire est chargé de patrouiller et d’escorter les convois côtiers dans la Manche et dans les approches occidentales,,,.

#### 1943
Le Limbourne prend des fonctions de patrouille et d’escorte entre la Grande-Bretagne et Gibraltar jusqu'au 3 mars 1943, quand il subit des dommages à une hélice qui est réparé pour remplacer l’hélice au chantier naval de Portsmouth, puis escorté le cuirassé Français Courbet à Clyde, en Écosse. En avril, le Limbourne et la flottille continuent à protéger les convois côtiers dans la Manche et les approches occidentales. Le 9 septembre, il effectue une patrouille anti-sous-marine dans le golfe de Gascogne, empêchant les sous-marins allemands U-Boote de traverser la zone pour s'avancer dans l'océan Atlantique. Le 3 octobre, il subit des dommages mineurs après s'être heurté à des torpilleurs allemands Schnellboote,.
Le 22 octobre, le Limbourne est affecté avec le croiseur léger Charybdis (88) et les destroyers Grenville (R97), Stevenstone (L16), Rocket (H92), Talybont (L18) et Wensleydale (L86) pendant l'opération Tunnel en tant que Force X  pour intercepter le navire marchand allemand Munsterland transportant du caoutchouc et des matériaux métalliques pendant le blocus. Son plan stratégique est de dévier et de mobiliser les navires existants. Alors que le navire allemand est escorté par six dragueurs de mines et deux navires de patrouille radar, le destroyer est accompagné de cinq torpilleurs,.
Lors de la bataille de Sept-îles le lendemain, le 23 octobre, le Limbourne est attaqué par des torpilleurs allemands près de l’île de Guernesey et est frappé par des torpilles du torpilleur T22. Il est gravement endommagé et complètement immobile. Le plan de remorquage du navire échoue, et il est finalement coulé par les torpilles du Talybont et les coups de canons du Rocket à la position géographique de 48° 59′ N, 3° 39′ O. 42 de ses membres d’équipage sont perdus à bord du navire, et il y a 100 survivants. Le croiseur Charybdis est également coulé par des torpilles dans la bataille,,.

### Honneurs de bataille
- NORTH SEA 1943
- ENGLISH CHANNEL 1942-43

### Commandement
- Commander (Cdr.) Conrad Byron Alers-Hankey (RN) du 1er septembre 1942 au 20 octobre 1943
- A/Commander (A/Cdr.) Walter John Phipps (RN) du 20 octobre 1943 au 23 octobre 1943